# Diocesi di Isiro-Niangara
La diocesi di Isiro-Niangara (in latino Dioecesis Isirensis-Niangaraënsis) è una sede della Chiesa cattolica nella Repubblica Democratica del Congo suffraganea dell'arcidiocesi di Kisangani. Nel 2021 contava 958.255 battezzati su 1.421.726 abitanti. È retta dal vescovo Dieudonné Madrapile Tanzi.

## Territorio
La diocesi comprende la parte centro-meridionale della provincia dell'Alto Uele e una porzione minore della provincia del Basso Uele, nell'estremo nord-est della Repubblica Democratica del Congo.
Sede vescovile è la città di Isiro, dove si trova la cattedrale di Santa Teresa del Bambino Gesù.
Il territorio si estende su circa 60.000 km² ed è suddiviso in 24 parrocchie.

## Storia
La prefettura apostolica di Uéllé orientale fu eretta il 18 dicembre 1911 con il decreto Quo uberior di Propaganda Fide, ricavandone il territorio dalla prefettura apostolica di Uéllé (oggi diocesi di Buta).
Il 6 maggio 1924 la prefettura apostolica fu elevata a vicariato apostolico con il breve Quo uberiores di papa Pio XI.
Il 14 dicembre 1926 assunse il nome di vicariato apostolico di Niangara in forza del breve Cum ex Apostolico dello stesso papa Pio XI.
Il 24 febbraio 1958 cedette una porzione del suo territorio a vantaggio dell'erezione della prefettura apostolica di Doruma (oggi diocesi di Dungu-Doruma).
Il 10 novembre 1959 il vicariato apostolico è stato elevato a diocesi con la bolla Cum parvulum di papa Giovanni XXIII.
Il 23 marzo 1970 ha assunto il nome attuale in forza del decreto Cum Excellentissimus della Congregazione per l'evangelizzazione dei popoli.

## Cronotassi dei vescovi
Si omettono i periodi di sede vacante non superiori ai 2 anni o non storicamente accertati.
- Reginaldo van Schoote, O.P. † (1912 - 1922 deceduto)
- Emilio Rolin, O.P. † (1922 - 1924 deceduto)
- Robert Constant Lagae, O.P. † (27 novembre 1924 - febbraio 1948 dimesso)
- François Oddo De Wilde, O.P. † (11 marzo 1948 - 19 febbraio 1976 deceduto)
- Ambroise Uma Arakayo Amabe † (19 febbraio 1976 succeduto - 1º aprile 1989 deceduto)
- Emile Aiti Waro Leru'a † (25 settembre 1989 - 24 marzo 1994 dimesso)
- Charles Kambale Mbogha, A.A. † (6 dicembre 1995 - 13 marzo 2001 nominato arcivescovo di Bukavu)
- Julien Andavo Mbia † (1º febbraio 2003 - 14 luglio 2024 deceduto)
- Dieudonné Madrapile Tanzi, dal 23 settembre 2024[2]

## Statistiche
La diocesi nel 2021 su una popolazione di 1.421.726 persone contava 958.255 battezzati, corrispondenti al 67,4% del totale.
| anno | popolazione | popolazione | popolazione | presbiteri | presbiteri | presbiteri | presbiteri                | diaconi | religiosi | religiosi | parrocchie |
| anno | battezzati  | totale      | %           | numero     | secolari   | regolari   | battezzati per presbitero | diaconi | uomini    | donne     | parrocchie |
| ---- | ----------- | ----------- | ----------- | ---------- | ---------- | ---------- | ------------------------- | ------- | --------- | --------- | ---------- |
| 1950 | 90.220      | 562.182     | 16,0        | 63         | 5          | 58         | 1.432                     |         | 7         | 77        |            |
| 1970 | 183.486     | 445.923     | 41,1        | 59         | 14         | 45         | 3.109                     |         | 60        | 92        | 17         |
| 1980 | 300.070     | 514.764     | 58,3        | 66         | 13         | 53         | 4.546                     |         | 65        | 122       | 19         |
| 1990 | 407.863     | 723.000     | 56,4        | 78         | 36         | 42         | 5.229                     |         | 63        | 133       | 20         |
| 1999 | 526.197     | 728.119     | 72,3        | 99         | 57         | 42         | 5.315                     |         | 48        | 161       | 19         |
| 2000 | 500.482     | 696.292     | 71,9        | 106        | 76         | 30         | 4.721                     |         | 37        | 155       | 19         |
| 2001 | 518.875     | 705.233     | 73,6        | 108        | 77         | 31         | 4.804                     |         | 42        | 175       | 19         |
| 2002 | 720.880     | 902.802     | 79,8        | 88         | 61         | 27         | 8.191                     |         | 35        | 173       | 20         |
| 2003 | 525.102     | 830.333     | 63,2        | 91         | 62         | 29         | 5.770                     |         | 38        | 164       | 19         |
| 2004 | 997.620     | 1.415.730   | 70,5        | 99         | 68         | 31         | 10.076                    |         | 46        | 185       | 21         |
| 2006 | 1.038.778   | 1.475.128   | 70,4        | 95         | 64         | 31         | 10.934                    |         | 52        | 174       | 20         |
| 2013 | 1.276.104   | 1.631.412   | 78,2        | 111        | 77         | 34         | 11.496                    |         | 45        | 183       | 23         |
| 2016 | 996.465     | 1.638.782   | 60,8        | 104        | 83         | 21         | 9.581                     |         | 31        | 195       | 23         |
| 2019 | 1.089.000   | 1.790.000   | 60,8        | 118        | 88         | 30         | 9.228                     |         | 38        | 185       | 23         |
| 2021 | 958.255     | 1.421.726   | 67,4        | 119        | 88         | 31         | 8.052                     |         | 52        | 196       | 24         |